# T004
REGZA Phone T004（れぐざふぉん てぃーぜろぜろよん）は、東芝および東芝モバイルコミュニケーション社（現・FCNT）が日本国内向けに開発した、auブランドを展開するKDDIおよび沖縄セルラー電話のCDMA 1X WIN対応携帯電話である。製造型番はTS004（てぃーえす ぜろぜろよん）。

## 特徴
SoftBank 921T以来、及び同キャリア向けの東芝製携帯電話としては初めてとなる「REGZA」の名を記した携帯電話である（フィーチャー・フォンとしては唯一の「REGZA Phone」である。前述のSoftBank 921Tは「REGZAケータイ」として発表、発売された。）。
プラットフォームにはBrew MPをベースに独自拡張した「KCP3.0」が、チップセットには米・クアルコム社製の「Snapdragon S1」(QSD8650・クロック周波数1GHz)がそれぞれ採用されており、従来のKCP+端末の約2.6倍の処理速度を実現している。
また、Wi-Fi WINに対応しており、別売りの無線LANカード（microSDIOカード）を装着することにより利用可能となる。

## 沿革
- 2010年（平成22年）5月17日 - KDDI、および東芝より公式発表。
- 2010年6月4日 - 関西・沖縄地区にて先行発売。
- 2010年6月19日 - 関東地区にて発売。
- 2010年6月30日 - 九州地区を除く上記以外の地区にて発売。
- 2010年7月3日 - 九州地区にて発売。
- 2011年（平成23年）1月 - 販売終了。
- 2012年（平成24年）7月22日 - L800MHz（旧800MHz帯・CDMA Bandclass 3／JTACS）帯エリアによる音声・データ通信サービスの停波によりそれ以降はN800MHz（新800MHz帯・CDMA Bandclass 0 Subclass 2）帯エリア、および2GHz（CDMA Bandclass 6）帯エリアの各音声・データ通信サービスで利用する事となる。
- 2014年（平成26年）6月30日 - Wi-Fi WINのサービス終了[2]。
- 2022年3月31日 - 同キャリアにおける3Gサービスの完全終了・停波により、当機種は全て使用不可となる[3][4]。

## 主な機能・サービス
| 主な対応サービス                                                                        | 主な対応サービス                                                                 | 主な対応サービス            | 主な対応サービス                                          |
| --------------------------------------------------------------------------------------- | -------------------------------------------------------------------------------- | --------------------------- | --------------------------------------------------------- |
| LISMO! (着うたフル) (着うたフルプラス) (LISMOビデオクリップ) (LISMO Video) (LISMO Book) | EZケータイアレンジ ティーンズモード                                              | バーコードリーダー&メーカー | PCサイトビューアー                                        |
| Bluetooth ワイヤレスミュージック                                                        | au Smart Sports Run & Walk Karada Manager ゴルフ フイットネス カロリーカウンター | EZナビウォーク              | EZ助手席ナビ                                              |
| 安心ナビ                                                                                | 災害時ナビ                                                                       | ナカチェン                  | EZアプリ FullGame! Bluetooth対戦                          |
| EZアプリ(BREW)                                                                          | オープンアプリプレイヤー                                                         | PCドキュメントビューアー    | アレンジメニュー                                          |
| au oneガジェット マルチプレイウィンドウ クイックアクセスメニュー                        | じぶん銀行アプリ                                                                 | EZ FM                       | EZチャンネル EZチャンネルプラス EZニュースEX              |
| Touch Message                                                                           | EZFeliCa                                                                         | ケータイ de PCメール        | デコレーションメール                                      |
| デコレーションアニメ                                                                    | au one メール                                                                    | 緊急通報位置通知            | ワンセグ                                                  |
| BDレコーダーワンセグ転送 （シャープ製・ソニー製対応）                                   | グローバルパスポート (CDMA・GSM)                                                 | 赤外線通信 (IrDA)           | 無線LAN （別途、au Wi-Fi WINカードが必要） auフェムトセル |

## 不具合
2010年8月5日に以下の不具合の修正がケータイアップデートにより行われた。
- EZニュースEX等の受信開始時に、移動等により基地局が切り替わると、リセットする場合がある。
- 卓上ホルダで充電完了後、外部接続端子にアダプタを接続して充電すると、充電されない場合がある。
- 「ROM Test 0 Failure」と表示され、電源のオンオフも含めてすべての操作が不能になる場合がある。

2010年10月14日に以下の不具合の修正がケータイアップデートにより行われた。
- Eメールを自動受信しない場合がある。

## 注
1. ↑  同社製のau向け携帯電話「biblio」（TSY01）比（2010年5月現在の時点において）。
2. ↑  〈お知らせ〉 「Wi-Fi WIN」のサービス終了について - KDDI 2013年10月18日
3. ↑  auの3Gサービス「CDMA 1X WIN」が2022年3月末をもって終了　VoLTE非対応4G LTE端末も対象 - ITmedia 2018年11月16日
4. ↑  「CDMA 1X WIN」サービスの終了について - KDDI 2018年11月16日
5. ↑  お試し版として『ドラゴンクエストIII そして伝説へ…』などがプリセットされる。
6. ↑  au携帯電話「S004」「T004」の「ケータイアップデート」についてのお知らせ KDDI
7. ↑  
au携帯電話の「ケータイアップデート」についてのお知らせ KDDI